# Internet Game Database

Logotyp.

The Internet Game Database (IGDB) är en databas online dedikerad till att samla all information och media om tv-spel och de som jobbar i industrin. Deras agenda är att  "samla, spara och distribuera kunskap om spel", "samla gamers och spelindustrin tillsammans", samt att "fokusera på användarna och låta dem få vara med att bestämma om design och features". 
"Vår vision är att bygga en så kallad one-stop-infospot om tv-spel där gamers enkelt kan hitta information om ett spel, en plattform, spelföretag eller spelutvecklare."  - Christian Frithiof, grundare av Internet Game Database.

## Hemsidan, appar och data
Projektet började 2006 som en tanke, lanserades som en sluten beta-version under 2012 och övergick till sedan till en öppen beta-version i april 2015.  I början av 2016 började IGDB:s anställda (8 Dudes in a Garage AB) att arbeta på hemsidan fulltid och flyttade till ett kontor i Göteborg, Sverige. 
Företagets första investerare var Nascent Invest, ett investmentbolag som ägs av DIF Fotbolls tidigare vd Johan Ahlborg och drivs av vd Erik Gozzi. Därefter har Anton Westbergh gått in med kapital via sitt Inwestbergh. Han grundade spelutvecklaren Coffee Stain Studios som är känt för succéspelet Goat Simulator.  I februari 2018 stod det klart att Goodbye Kansas Game Invest och Almi Invest Väst skulle bli nästa externa investerare. 
Från 2015 - juli 2018 har IGDB:s användare samlat in och listat 179 267 spel, 15 497 spelföretag och 152 765 spelutvecklare. 
IGDB har idag många olika funktioner med allt från nyheter och recensioner till media och en feed för användarna. Varje spel på hemsidan har sin egen sida där man via sitt konto kan utvärdera spelet, skriva om det och se rekommendationer för liknande titlar. För rekommendationer har IGDB samarbetat med Kinrate Games för att få så personliga resultat som möjligt. 
Förutom hemsidan har IGDB släppt två appar vid namn IGDB Pocket och IGDB Pulse. Pocket (som finns till Android och iOS) är hemsidan i ett fickformat där man kan söka, utforska och spara spel som man är intresserad av. Med pocket kan man också skapa egna listor, recensera och betygsätta. Pulse är en Android-app som ger personliga spelnyheter. Båda dessa appar är helt fria från annonser.
Under 2018 bestämde sig företaget för att satsa mer på sin data och använda den för djupare analyser. Syftet är att samarbeta närmre med både stora och små företag i branschen och hjälpa dem att hitta rätt i en värld full med information.

## API
I augusti 2015 lanserade IGDB sin API där man kan få tillgång till deras databas för egna projekt. Detta gäller för både hobbyister och professionella utvecklare. API:et kommer i olika priskategorier men finns även i en gratisversion. I dokumentation (som är open-source) finns omdömen från användare och företag, information om spel, företag, plattformar, serier, keywords och teman.

En av IGDB:s största kunder är SuperData Research. 
“IGDB är en metadata resurs på toppnivå som direkt påverkar vår forskning. Det är väl utformat för analys och tillgängligt på ett bekvämt sätt via API:et för applikationsintegration.” - SuperData 

## Annat
I oktober 2017 var IGDB med och sponsrade Spelhjälpen, ett evenemang som spelar spel och samlar in pengar till välgörenhet. Spelhjälpen 2017 var arrangerat till förmån för Kvinna till Kvinna. 